# Primeira cúpula do BRIC

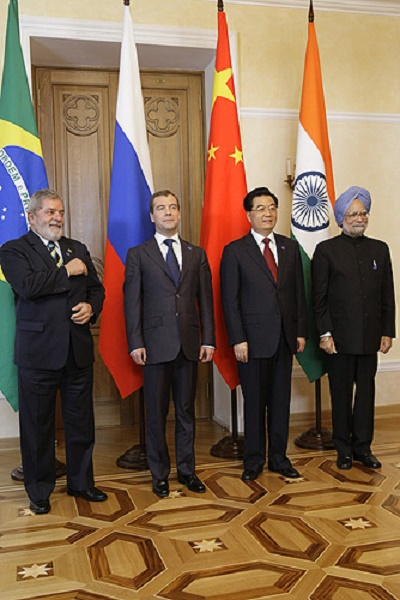
Chefes de Estado dos países do BRIC.

A primeira cúpula do BRIC(pt-BR) ou primeira cimeira BRIC(pt-PT?) foi realizada em 16 de junho de 2009, na cidade de Ecaterimburgo, Rússia. Os chefes de Estado dos 4 integrantes do grupo (Brasil, Rússia, Índia e China) compareceram ao evento.

## Objetivos
O objetivo da cúpula é reforçar a posição dos quatro países, principalmente frente ao G-20, que em setembro de 2009 realiza cúpula em Pittsburgh, nos Estados Unidos. Antes, será aplicada no encontro do G-8, na Itália. "As economias emergentes e em desenvolvimento devem ter mais voz e representação nas instituições financeiras internacionais e seus líderes e diretores devem ser designados por meio de processos seletivos abertos, transparentes e baseados no mérito." Além disso, o grupo pede uma construção econômica firmada na democracia, em bases sólidas e reguladas e clama pela reabertura das negociações da Rodada de Doha. Pede, ainda, apoio aos países pobres e o suporte às energias renováveis. Em declaração anexa sobre segurança alimentar, os BRICs defenderam a transferência de tecnologia para a produção de biocombustíveis e o desenvolvimento técnico da produção agrícola. A ênfase, porém do encontro, foi voltada para a cooperação para a reforma do sistema financeiro mundial. O comunicado final do encontro trouxe poucos dados específicos. Não mencionou a criação de uma moeda de reserva supranacional para diluir o domínio do dólar estadunidense, uma ideia que a Rússia tem promovido fortemente.

## Líderes

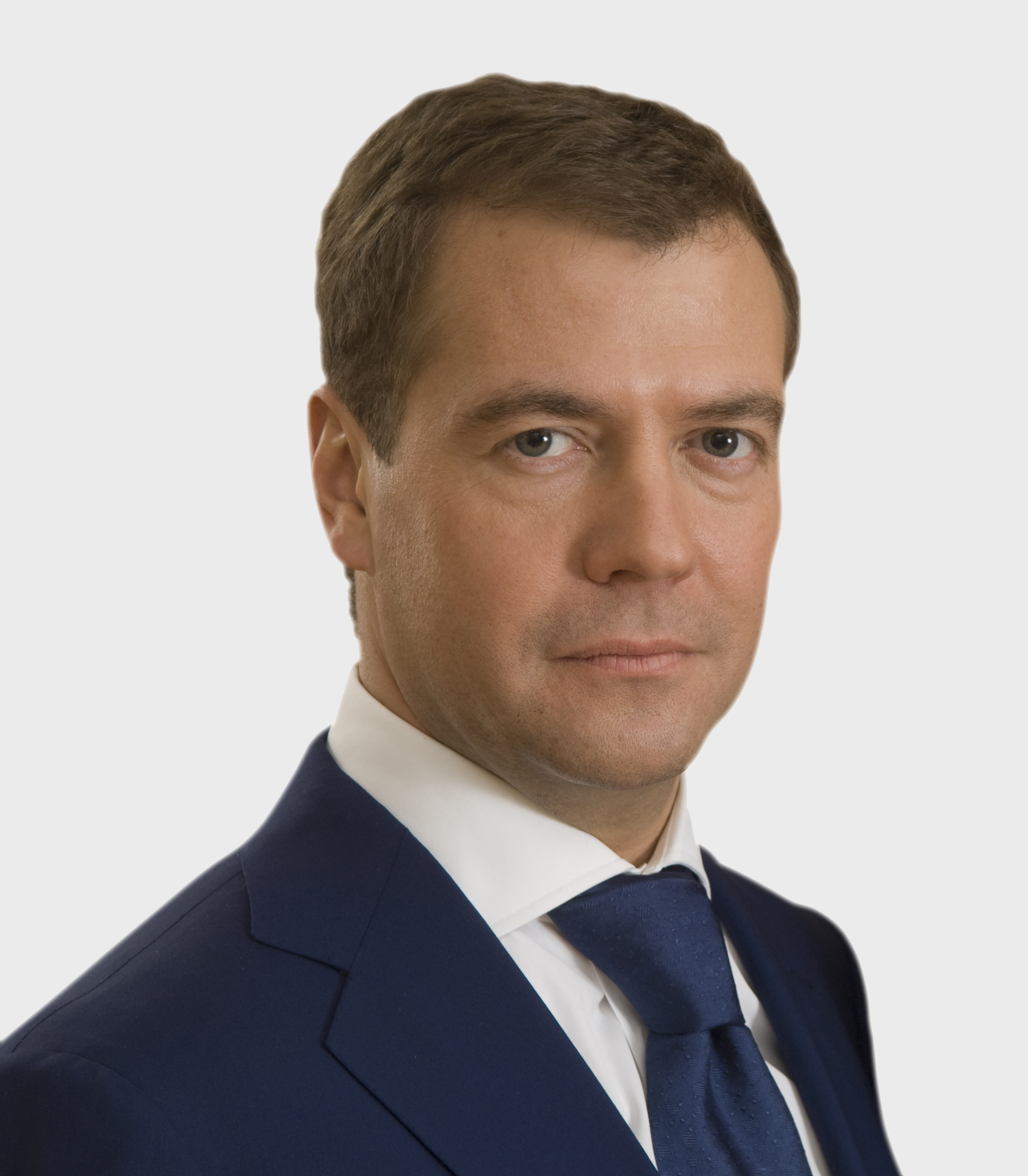
Dmitri Medvedev, Presidente da Rússia (anfitrião).
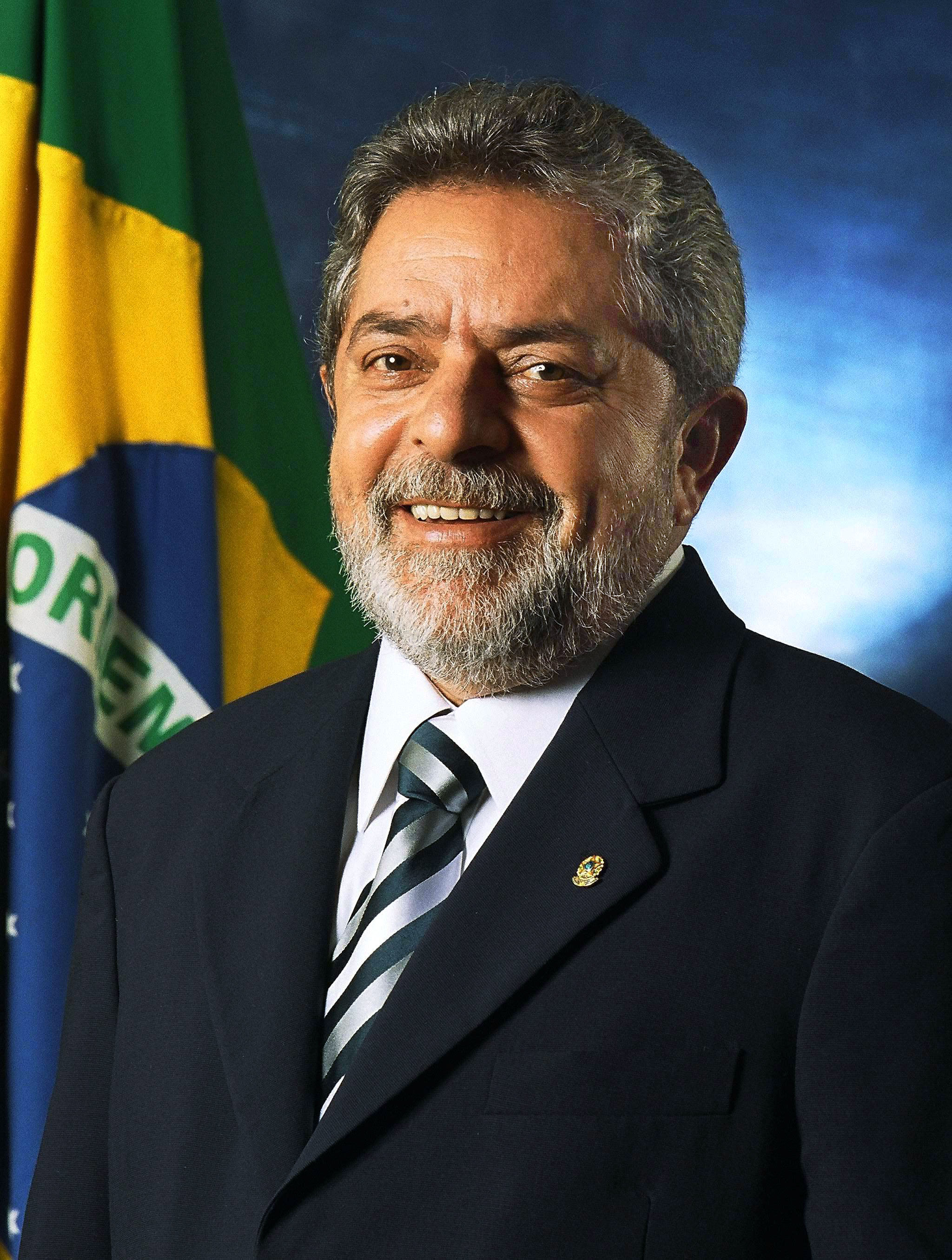
Luiz Inácio Lula da Silva, Presidente do Brasil.
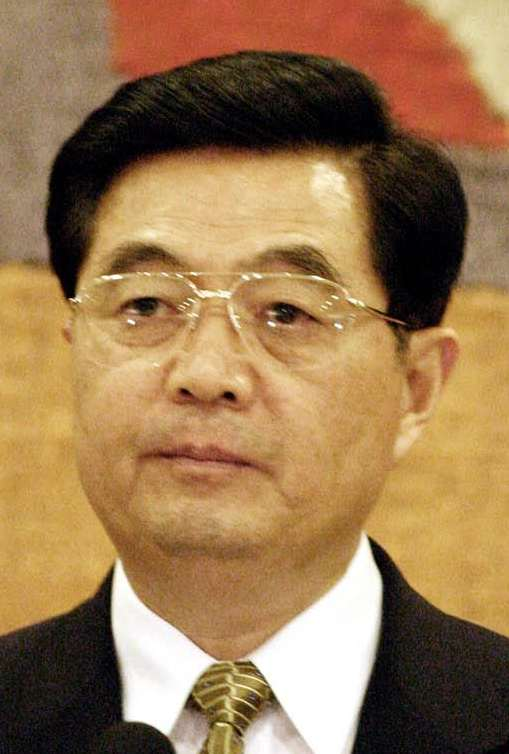
Hu Jintao, Presidente da China.
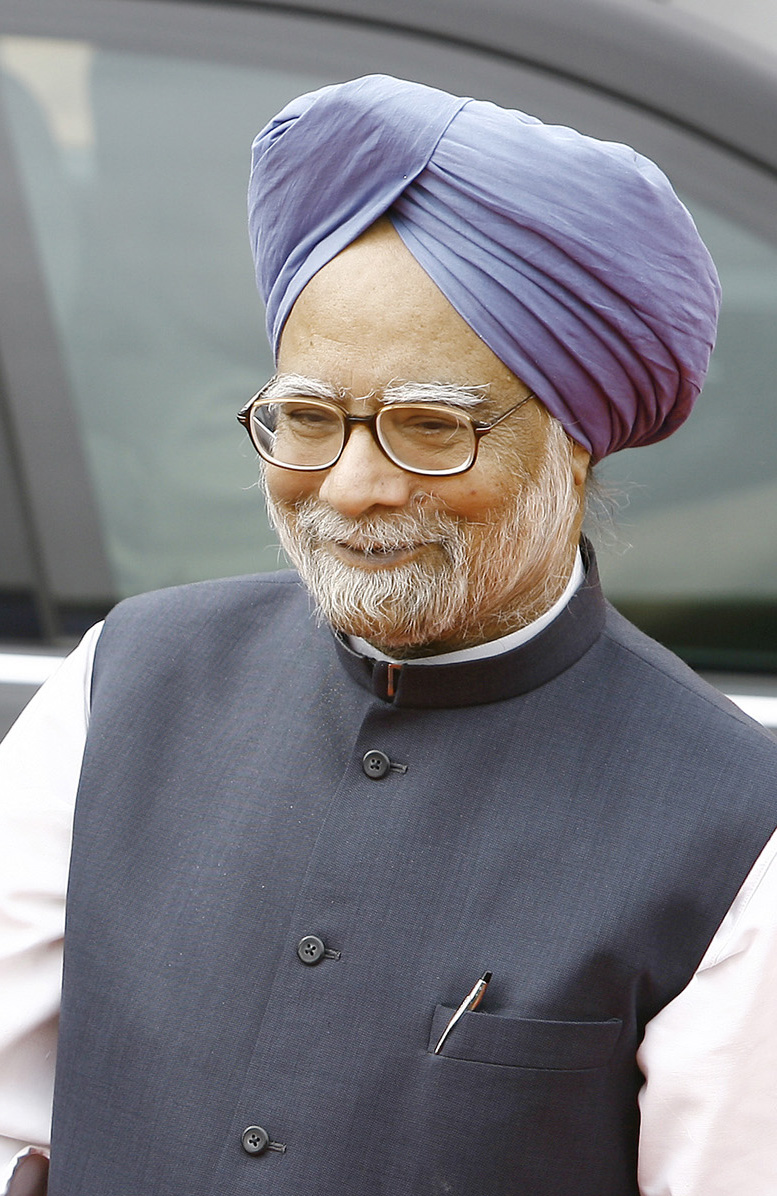
Manmohan Singh, Primeiro-ministro da Índia.